# 2000 GA124
2000 GA124 är en asteroid i huvudbältet som upptäcktes den 7 april 2000 av LINEAR i Socorro County, New Mexico.
Asteroiden har en diameter på ungefär 9 kilometer.